# Butylate de titane
Le n-butylate de titane est un composé chimique de formule Ti(OCH2CH2CH2CH3)4, parfois abrégée Ti(OBu)4, où Bu représente un groupe butyle −CH2CH2CH2CH3. Il s'agit d'un liquide incolore qui tend vers le jaune en vieillissant et qui dégage une légère odeur d'alcool. Il est soluble dans de nombreux solvants organiques. Dans l'eau, il s'hydrolyse en donnant du dioxyde de titane TiO2, ce qui permet de déposer des revêtements de géométries et de dimensions variables, jusqu'à l'échelle nanométrique,. Comme la plupart des alcoolates de titane — hormis l'isopropylate de titane — Ti(OBu)4 forme un cluster complexe et n'existe pas à l'état de monomère, bien qu'il soit généralement représenté ainsi.

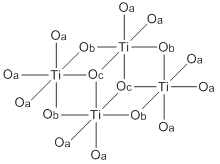
Exemple de cluster d'alcoolate de titane.

On peut obtenir Ti(OBu)4 en traitant le tétrachlorure de titane TiCl4 avec du n-butanol HOCH2CH2CH2CH3, abrégé HOBu :
TiCl4 + 4 HOBu ⟶ Ti(OBu)4 + 4 HCl.
Cette réaction nécessite une base pour être complète.
Ti(OBu)4 échange facilement ses substituants alcoolate, de sorte qu'il n'est pas compatible avec les alcools comme solvants :
Ti(OBu)4 + HOR ⟶ Ti(OBu)3(OR) + HOBu ;
Ti(OBu)3(OR) + HOR ⟶ Ti(OBu)2(OR)2 + HOBu, etc.
Le n-butylate de titane est utilisé pour la production de poudres nanocristallines de dioxyde de titane TiO2, de poudres nanométriques d'anatase et de couches minces de titanate de bismuth Bi4Ti3O12 ferroélectrique.